# Ripped Pants
«Ripped Pants» (укр. Розірвані штани — у перекладі від QTV та студії «1+1») — 2 сегмент 2 серії або 5 сегмент загалом мультсеріалу «Губка Боб Квадратні Штани». Прем'єра відбулася 17 липня 1999 у США на телеканалі Nickelodeon. В Україні прем’єра відбулася 30 серпня 2010 року на телеканалі QTV, 2 лютого 2018 на ПлюсПлюс та 25 лютого 2018 на ТЕТ.

## Сюжет
Губка Боб з Сенді приходять на пляж, де Губка Боб починає копіювати рознощика піци та Сквідварда. До них приходить Леррі Лобстер і пропонує Сенді покачатися з ним на пляжі. Губка Боб теж іде з ними.
Леррі підняв одразу два "ряди" з глядачами. Сенді підняла ще важчий якір. Губка Боб сміливо приліз до хлопця та попросив дві зефірини. Коли він їх підняв, у нього розірвалися штани.
Це змушує всіх істерично сміятися Губка Боб спочатку засмутився, але згодом усвідомлює «комедійний потенціал» його випадкового трюку, через що він робить це надто часто. Зрештою це всім обридає.
Пізніше він зустрічає трьох «найбільших невдах на пляжі» (хлопця, який впустив булки в пісок; дівчину, яка обгоріла на сонці та кита, якого закопали та не викопали). Губка Боб розповідає свою історію й усвідомлює, що не треба зумисне позбуватися гідності для збільшення популярності. Він вибачається за допомогою пісні, заманюючи назад Сенді та решту пляжників.

## Озвучування і дубляж
| Персонаж                   | Актор у оригіналі | Актор у закадровому озвученні телеканалу «QTV» | Актор у дубляжі студії «1+1» |
| -------------------------- | ----------------- | ---------------------------------------------- | ---------------------------- |
| Губка Боб                  | Том Кенні         | Олександр Чмихалов                             | Павло Скороходько            |
| Сенді Чікс                 | Керолін Лоуренс   | Ганна Левченко                                 | Катерина Брайковська         |
| Леррі (Ларрі)              | Дуг Лоуренс       | Ярослав Чорненький                             | Михайло Тишин                |
| Двугорядні риби-спортсмени | Кайл Маккахол     | Ярослав Чорненький                             | Анатолій Зіновенко           |
| Рятувальник                | Кайл Маккахол     | Ярослав Чорненький                             | Максим Кондратюк             |